# Wacław Scaevola-Wieczorkiewicz
Wacław Scaevola-Wieczorkiewicz (ur. 25 czerwca 1890 w Brzozowej, zm. 7 grudnia 1969 w Genewie) – generał brygady Wojska Polskiego, kawaler Orderu Virtuti Militari.

## Życiorys
Urodził się w rodzinie ziemiańskiej Józefa i Julii z Tomaszewskich. Ukończył gimnazjum im. Stanisława Staszica i zdał maturę w Lublinie w 1910, a następnie studiował do 1914 w Akademii Ziemiańskiej (Hochschule für Bodenkultur) w Wiedniu zdobywając zawód dyplomowanego rolnika. Od 1911 do 1914 był członkiem Polskich Drużyn Strzeleckich. Przybrał wówczas pseudonim Rene Scewola, który potem stał się częścią jego nazwiska. W 1912 roku po odbyciu oficerskiego szkolenia wojskowego mianowany został podporucznikiem. Od 6 sierpnia 1914 do lipca 1917 służył w Legionach Polskich. Walczył między innymi pod Nowym Korczynem, Anielinem, Laskami i Limanową. Ranny pod Marcinkowicami, skierowany do szpitala na Śląsku. Szczególnie wyróżnił się w bitwie pod Konarami. W 1915 roku awansowany do stopnia kapitana piechoty, obejmuje dowództwo III batalionu 1 pułku piechoty. Po kryzysie przysięgowym został internowany w Forcie Beniaminów. Był wśród organizatorów buntu przeciwko władzom obozowym. Za karę wywieziony w głąb Niemiec do twierdzy Werl.
W Wojsku Polskim od 1918, awansowany do stopnia majora. W listopadzie organizował w Lublinie ochotniczy oddział do walki o Lwów. 6 czerwca 1919 roku został zatwierdzony na stanowisku dowódcy I batalionu 23 pułku piechoty. Od 15 sierpnia 1919 roku jako pułkownik dowodził 9 pułkiem piechoty Legionów. W czasie wojny polsko-bolszewickiej walczył na czele 9 pp Leg., a w ostatniej fazie wojny dowodził VI Brygadą Piechoty i w zastępstwie 3 Dywizją Piechoty. W 1921 stanął na czele Doświadczalnego Centrum Wyszkolenia Armii w Rembertowie. Od 1923 był dowódcą 31 pułku Strzelców Kaniowskich. W latach 1923–1925 studiował w Akademii Wojskowej w Paryżu. W 1926 czasowo pełnił obowiązki I zastępcy szefa Sztabu Generalnego. W czerwcu 1926 zastąpił generała brygady Jana Hempla na stanowisku dowódcy 24 Dywizji Piechoty i Garnizonu Jarosław. W 1927 roku mianowany generałem brygady. W Jarosławiu działał na rzecz rozwoju kultury, ochrony zabytków (członek Okręgowej Komisji Konserwatorskiej) i sportu. Stał na czele delegatury Ligi Morskiej i Kolonialnej. Był honorowym prezesem wojskowego klubu sportowego „Ognisko” i patronował Oddziałowi Związku Strzeleckiego „Strzelec”. W 1935–1939 był pierwszym przewodniczącym Stowarzyszenia Miłośników Jarosławia i kierował sekcją konserwacji zabytków (1935–1939). Wspólnie z architektem Mieczysławem Demkowiczem-Dobrzańskim zorganizował prace konserwatorskie na terenie opactwa Benedyktynek.
6 kwietnia 1929 roku poślubił w Warszawie Janinę Awenartusówną, z którą miał dwóch synów: Tomasza (1930–2017) i Wojciecha (ur. 1932). 7 listopada 1931 wojewoda lwowski zezwolił mu na zmianę nazwiska rodowego Wieczorkiewicz na Scaevola-Wieczorkiewicz. Został osadnikiem wojskowym w osadzie Laski w gminie Porozów (ziemię otrzymał tam również por. Julian Wieczorkiewicz).
Od 12 października 1935 do wybuchu II wojny światowej był dowódcą Okręgu Korpusu nr X w Przemyślu. W maju 1936 został prezesem zarządu Okręgowego Towarzystwa Przyjaciół Związku Strzeleckiego w Przemyślu. W połowie 1936 Rada miasta Jarosławia przyznała mu tytuł honorowego obywatela miasta (dyplom wręczono w połowie 1937).
W czasie kampanii wrześniowej był dowódcą etapów najpierw Armii „Kraków”, a następnie Armii „Karpaty”. W 1940 przedostał się przez Węgry do Francji, gdzie służył w Inspektoracie Wyszkolenia Naczelnego Wodza. Po klęsce Francji działał w ruchu oporu. Działał też w organizacjach polonijnych. W 1943 roku osiedlił się w Szwajcarii, pracował w Towarzystwie Asekuracyjnym.
Zmarł w Genewie i został pochowany na tamtejszym cmentarzu św. Jerzego (Cimetière de Saint-Georges).

## Awanse
- porucznik – 1914
- kapitan piechoty – 1915
- major – 1918
- podpułkownik – 1920
- pułkownik – 1920
- generał brygady – 1927

## Ordery i odznaczenia
- Krzyż Srebrny Orderu Wojskowego Virtuti Militari (17 maja 1921)[10][11]
- Krzyż Komandorski Orderu Odrodzenia Polski (10 listopada 1928)[12][13][10]
- Krzyż Niepodległości (20 stycznia 1931)[14]
- Krzyż Walecznych (czterokrotnie)[10]
- Złoty Krzyż Zasługi (19 marca 1931)[15]
- Medal Pamiątkowy za Wojnę 1918–1921[10]
- Medal Dziesięciolecia Odzyskanej Niepodległości[10]
- Odznaka „Znak Pancerny”[10]
- Znak oficerski „Parasol”
- Odznaka za Rany i Kontuzje[16]
- Komandor Orderu Legii Honorowej (Francja, 1936)[10][17]
- Order Pogromcy Niedźwiedzia III klasy (Litwa)[10]
- Medal 10 Rocznicy Wojny Niepodległościowej (Łotwa)[18][10]

## Upamiętnienie
W 1992 roku jego imię otrzymała dotychczasowa ulica 8 marca na Kolonii Oficerskiej, a w 2010 roku 14. dywizjon artylerii samobieżnej w Jarosławiu.